# Hiện tượng quan sát thấy UFO ở Nepal
Đây là danh sách các trường hợp được cho là nhìn thấy UFO và hoạt động huyền bí ở Nepal.

## Vụ chứng kiến UFO

### 1968
- Ngày 25 tháng 3 năm 1968: Vào khoảng 8 giờ 15 phút buổi chiều, cư dân Batulechaur ở Pokhara, đã tận mắt chứng kiến ‘‘một vật thể rực lửa, nhấp nháy liên tục, kèm theo thứ tiếng sấm chớp lớn tan thành mây khói trên vùng Kaski. Giới chức địa phương đã tìm thấy một vật thể hình đĩa kim loại khổng lồ có đế dài 6 feet và cao 4 feet trong miệng núi lửa ở Baltichaur, cách Pokhara 5 dặm NE. Người ta còn phát hiện một phần của vật thể tương tự tại Talakot và Turepasal’’, vụ việc này được ghi chép lại trong hồ sơ của CIA.[1][2] Trong cuốn sách có tựa đề Moon Dust (tạm dịch: Bụi Trăng), nhà nghiên cứu UFO Kevin D. Randle viết như sau, "Đại sứ quán Mỹ tại Kathmandu, trong một thông điệp bí mật ngày 23 tháng 7, đã thông báo cho Liên đoàn bay Hoạt động Thực địa Không quân Mỹ số 1127, từng là Liên đoàn bay số 4602 và số 1006 tại căn cứ Fort Belvoir, rằng họ mong đợi sự hợp tác đầy đủ với chính phủ Nepal. Đối tượng của thông điệp này là…MOON DUST".[3]

### 2020
- Ngày 20 tháng 3 năm 2020: Tại tỉnh Gandaki, một vật thể sáng "đang cháy khét" bay về phía Trái Đất, rồi sau kèm theo tiếng động va chạm đã được giới chức nơi đây ghi nhận.[4]